# Гліб Святославич (князь чернігівський)
Гліб Святославич (? — †1216/1219) — князь коломенський (1179), канівський (1182 — 1190), переяславський (1190 — 1194), стародубський (1202 — 1204), сіверський (1204 — 1212), білгородський (1205), чернігівський (1215 — 1216/1219). Син Святослава Всеволодовича від шлюбу з дочкою Василька Полоцького (на ім'я, ймовірно, Марія). Молодший брат Всеволода Чермного.
У 1180 році Всеволод Юрійович Велике Гніздо втрутився в боротьбу за владу в Рязанському князівстві на боці противників його батька і захопив Гліба в Коломні, після чого Святослав здійснив разом із новгородцями і половцями похід на Суздальщину.
У період великого київського князювання свого батька (1180 — 1194) Гліб княжив у Каневі в Пороссі і брав участь в боротьбі з половцями. У 1187 році існував нереалізований план вокняжіння Гліба в Галичі в період боротьби за владу по смерті Ярослава Осмомисла.
Гліб правив у Чернігові зі смерті старшого брата Всеволода Чермного в 1215 році. Точний рік смерті Гліба невідомий. Ймовірно він помер в період між 1216 і 1219 роками, коли чернігівським князем згадується наступний по старшинству брат, Мстислав, учасник битви на річці Калці.

### Сім'я та діти
Дружина: з 1182 року Анастасія Рюриківна, дочка Рюрика Ростиславича Київського.
Діти:
- Мстислав Глібович (помер після 1239 року) — князь Чернігівський (1238)
- Євфимія — з 1194 року одружена з Олексієм Ангелом, війзантійським імператором (1203 — 1204)
- дочка — з 1215 року одружена з Володимиром Стародубським
- Антоній
- Михайло
- Анісім
- Роман
- Іван